# Carl Friedrich Christian Fasch
Carl Friedrich Christian Fasch, właśc. Christian Friedrich Carl Fasch (ur. 18 listopada 1736 w Zerbst/Anhalt, zm. 3 sierpnia 1800 w Berlinie) – niemiecki kompozytor.

## Życiorys
Syn i uczeń Johanna Friedricha. W wieku 14 lat został uczniem Johanna Wilhelma Hertela w Strelitz. W 1753 roku wrócił do Zerbst, gdzie działał jako kompozytor muzyki kościelnej oraz instrumentalnej. Dzięki rekomendacji Franza Bendy został w 1756 roku drugim obok C.P.E. Bacha klawesynistą na dworze Fryderyka Wielkiego, akompaniując władcy podczas koncertów. Po rezygnacji Bacha w 1767 roku został pierwszym klawesynistą. W latach 1774–1776 był kapelmistrzem opery królewskiej. W późniejszych latach działał jako nauczyciel muzyki i poświęcił się komponowaniu. W 1791 roku założył w Berlinie Singakademie. Po jego śmierci kierownictwo tej instytucji przejął jego uczeń Carl Friedrich Zelter, który napisał także biografię Fascha (1801).

## Twórczość
Skomponował m.in. symfonię, fugę orkiestrową, wariacje, sonaty i szereg drobnych utworów na klawesyn lub fortepian, 16-głosową mszę, oratorium Giuseppe riconosciuto (zachowane fragmentarycznie), Requiem na głosy solowe i chór 8-głosowy, kantaty, psalmy, pieśni. Krytyczny wobec swojej twórczości, wiele utworów zniszczył.